# Leptolalax liui
Leptolalax liui é uma espécie de anfíbio da família Megophryidae.
Pode ser encontrada nos seguintes países: China, Hong Kong e possivelmente em Vietname.
Os seus habitats naturais são: florestas subtropicais ou tropicais húmidas de baixa altitude, regiões subtropicais ou tropicais húmidas de alta altitude, campos de altitude subtropicais ou tropicais e rios.
Está ameaçada por perda de habitat.